# 寶田公共運輸交匯處
寶田總站（英語：Po Tin Bus Terminus）位於香港屯門震寰路寶田邨，鄰近輕鐵田景站，現時有3條巴士路線和3條特別班次路線以此處為總站。

## 歷史
- 2000年8月27日：260X線投入服務。
- 2000年9月24日：A59線由良景巴士總站遷往此處為總站。
- 2004年2月16日：260S線投入服務。
- 2004年5月8日：258D線提升至全日服務，並由良景巴士總站遷往此處為總站。
- 2005年3月7日：A59線取消。
- 2009年10月25日：260S線取消。
- 2022年7月17日：67A線投入服務。

## 總站路線資料

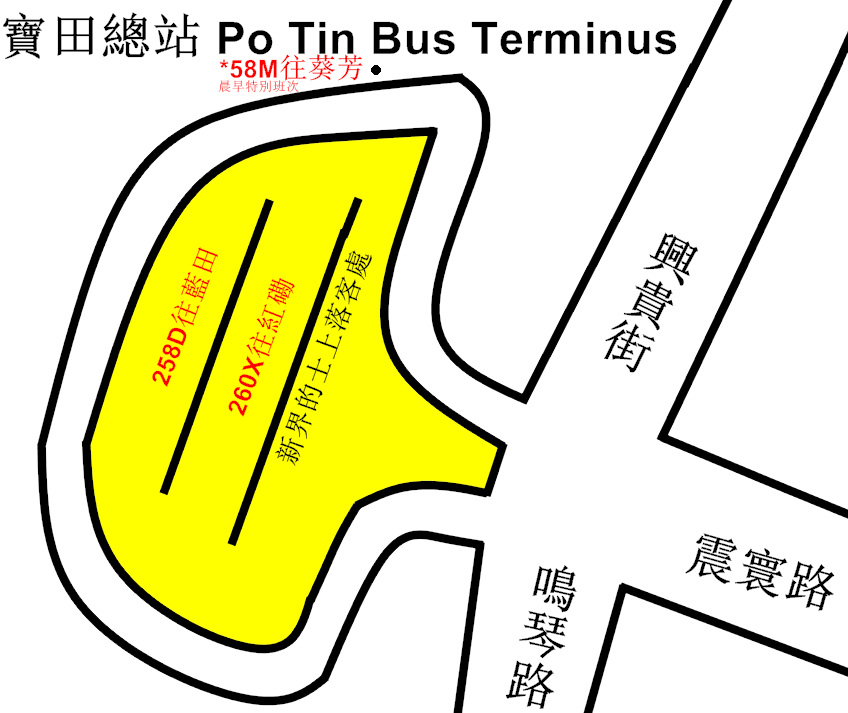
寶田巴士總站的平面圖

### 九龍巴士58M線（特別班次）
- 屯門（寶田邨） → 葵芳站

由九龍巴士營運的一條路線，58M線的特別班次。提供屯門寶田、建生及屯門市中心在早上繁忙時間單向開往荃灣及葵涌的巴士服務。平日早上於寶田開出6班（0640、0700、0720、0740、0800、0820）。

### 九龍巴士67A線
- 屯門（寶田邨） ↔ 葵芳（葵翠邨）

由九龍巴士營運的一條路線，提供屯門寶田、和田邨、菁田邨、富泰邨、景峰花園及華都花園往來荃灣及葵涌的巴士服務，於2022年7月17日起投入服務。

### 九龍巴士258D線
- 屯門（寶田邨） ↔ 藍田站

由九龍巴士營運的一條路線，提供屯門寶田、良景、田景、大興及山景往來九龍東部的巴士服務。於1993年3月15日起投入服務。2004年5月8日提升至全日服務，並由良景巴士總站遷往此處為總站。

### 九龍巴士258X線
- 屯門（寶田邨） ↔ 觀塘碼頭

### 九龍巴士260X線
- 屯門（寶田邨） ↔ 紅磡站

由九龍巴士營運的一條路線，屯門寶田、建生、良景、田景、新墟及屯門市中心往來佐敦及尖沙咀的特快巴士服務。於2000年8月27日起投入服務。(於上午07:35及上午08:05設有特别班次由大興往紅磡站。)

### 九龍巴士261S線
- 屯門（寶田邨） → 上水（天平）

## 鄰近地點
- 寶田邨
- 寶田商場